# Anna-Maria Kalesidis
Anna-Maria Kalesidis entstammt einer griechisch-russischen Familie und ist in Sankt Petersburg aufgewachsen. Sie ist eine Opernsängerin in der Stimmlage Sopran.

## Leben und Wirken
Anna-Maria Kalesidis studierte an der Staatlichen Akademie Rimski-Korsakow in Sankt Petersburg und an der Hochschule für Musik Franz Liszt in Weimar.
2006 debütierte sie als Gräfin Almaviva am Hermitage Theater in Sankt Petersburg. Nach dem Abschluss des Aufbaustudiums in Weimar trat sie als Emma in Chowanschtschina am Deutschen Nationaltheater Weimar und als Tatjana am Oldenburgischen Staatstheater auf. Weitere Engagements führten sie an das Stadttheater Pforzheim, an das Mainfranken Theater Würzburg, an das Theater Ulm, an das Opernhaus Leipzig, an das Theater Freiburg und an das Tiroler Landestheater Innsbruck.

## Auszeichnungen
- 2018: Österreichischer Musiktheaterpreis – Goldener Schikaneder in der Kategorie „Beste weibliche Hauptrolle“ für ihre Darstellung der Titelrolle in der Oper Rusalka am Tiroler Landestheater Innsbruck[1]

## Opernrepertoire in Auswahl
- Micaëla in Carmen von Georges Bizet
- Luise in Liliom von Johanna Doderer
- Rusalka in Rusalka von Antonín Dvořák
- Madeline Usher in The Fall of the House of Usher von Philip Glass
- Káťa Kabanová in Káťa Kabanová von Leoš Janáček
- Nedda in Pagliacci von Ruggero Leoncavallo
- Poppea in L’incoronazione di Poppea von Claudio Monteverdi
- Fiordiligi in Così fan tutte von Wolfgang Amadeus Mozart
- Donna Anna in Don Giovanni von Wolfgang Amadeus Mozart
- Gräfin Almaviva in Le nozze di Figaro von Wolfgang Amadeus Mozart
- Tatjana in Eugen Onegin von Pjotr Iljitsch Tschaikowski
- Abigaille in Nabucco von Giuseppe Verdi
- Anna Maurrant in Street Scene von Kurt Weill